# Korpelarörelsen

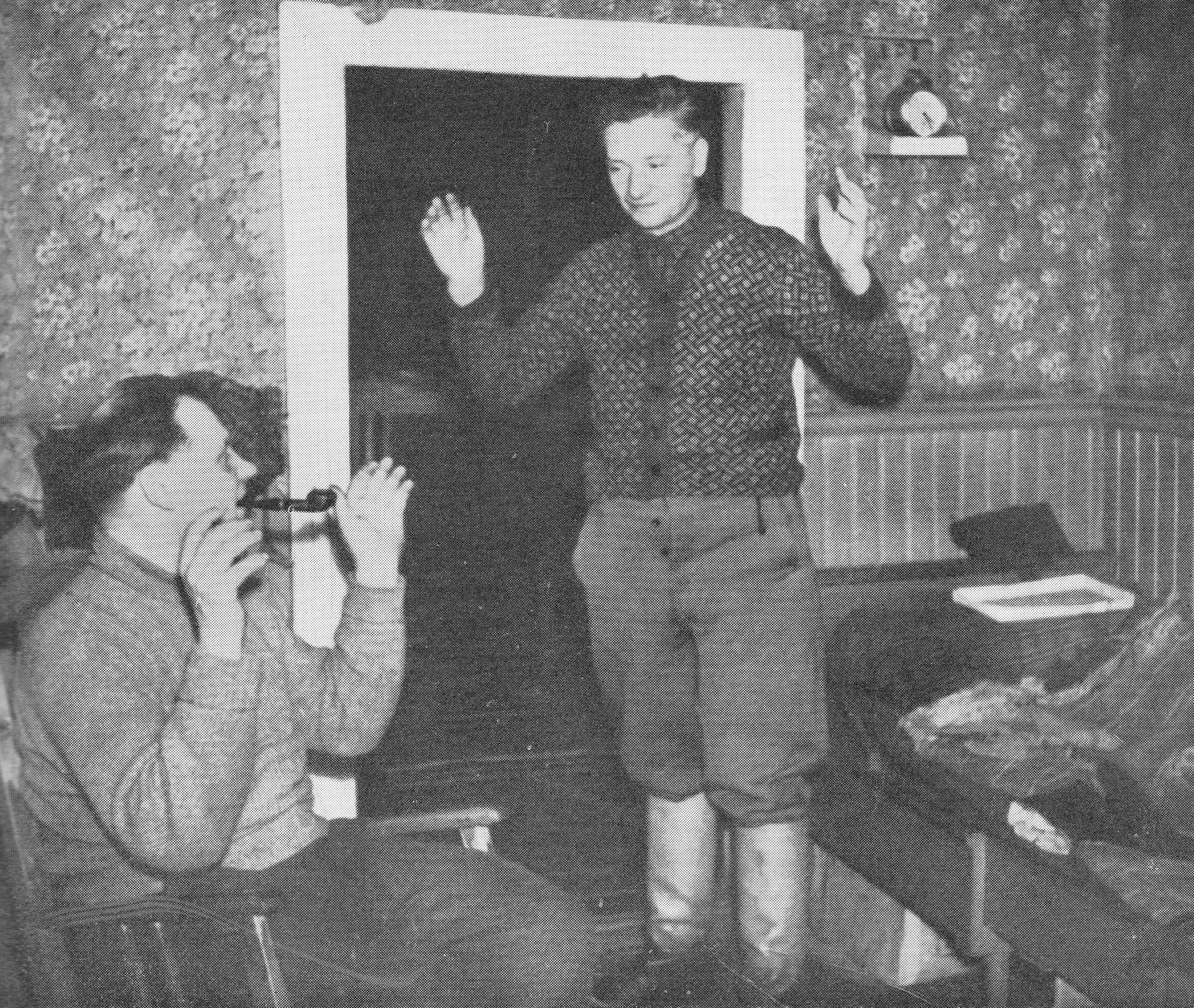
Toivo Korpela (stående).

Korpelarörelsen var en religiös väckelserörelse i Tornedalen under 1930-talet. Den grundades av Toivo Korpela.

## Rörelsen grundas

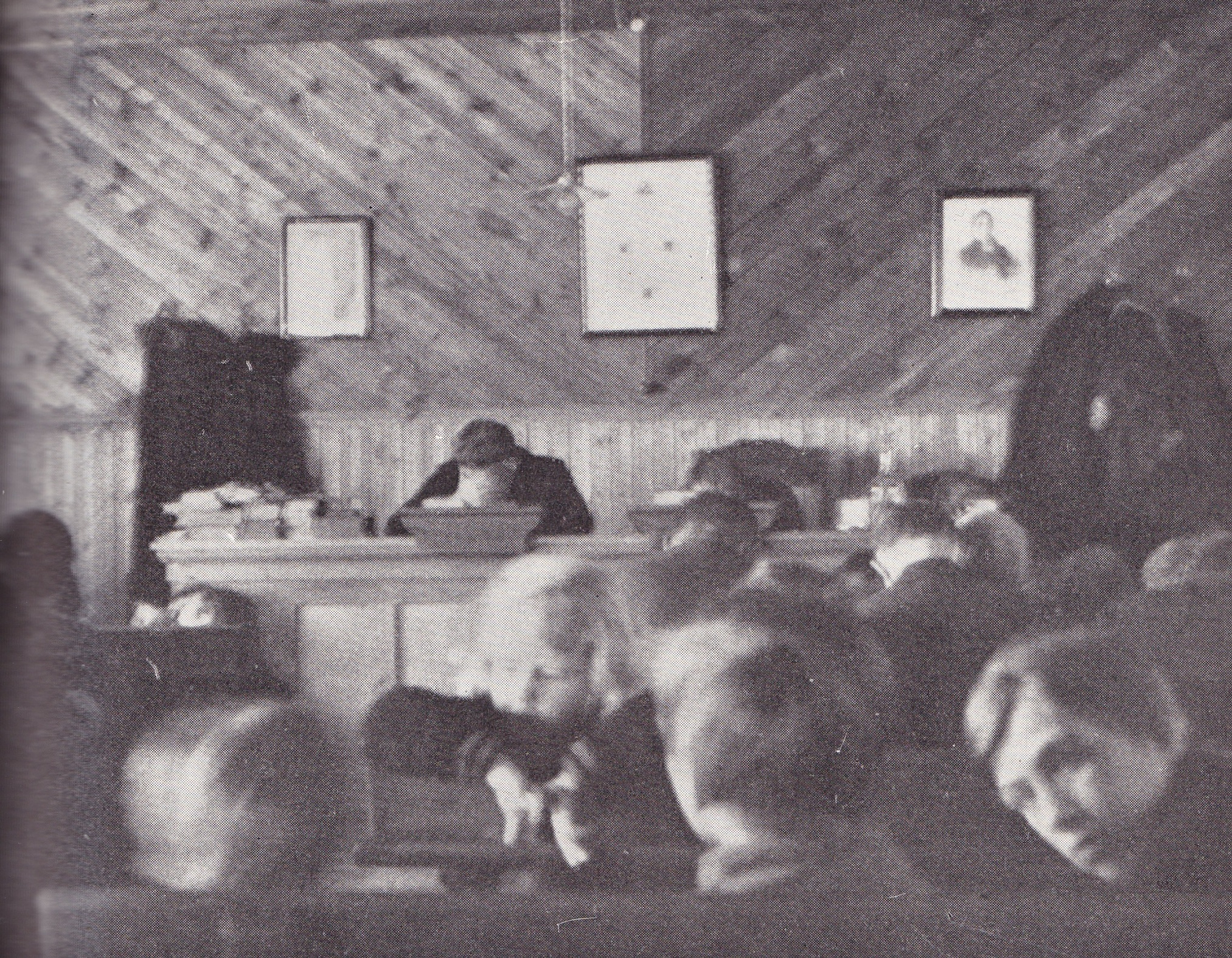
Bönemöte hos Korpelarörelsen.

I slutet av 1920-talet kom den finländske jordbrukaren Toivo Korpela till Tornedalen. Han hade vuxit upp i ett starkt religiöst hem i Etseri. Korpela, som var aktiv inom östlæstadianismen, började under sin värnpliktstid predika vid rörelsens väckelsemöten. Han lockade snabbt många mötesdeltagare då han predikade i Karesuando och Kiruna. 
Andra inom læstadianismen såg dock med oro på Korpelas framgångar, och 1931 antyddes det öppet att Korpela skulle ha "fallit i synd" och att "Gudsordets auktoritet var i fara", så länge han inte ändrade sin syn på viktiga trosfrågor. Efter att ha beskyllts för att ha stoppat ekonomiska bidrag i egen ficka, utpekats som kommunistisk agitator och som en person med tveksam moral lämnade Korpela læstadianismen och hade ingen del i den fortsatta utvecklingen efter 1934.

## Ny ledning, ny utveckling

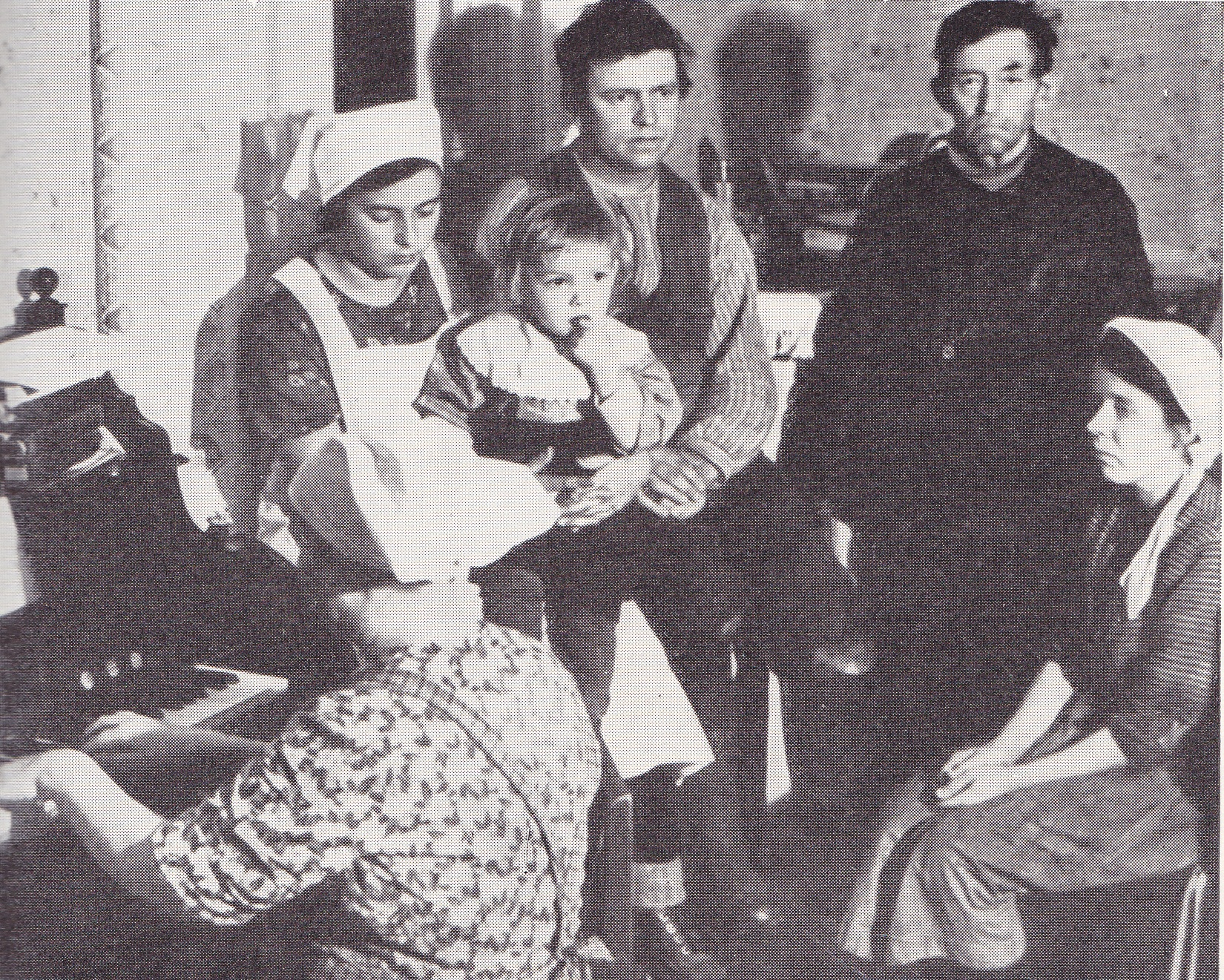
Sigurd Siikavaara (andre från höger).

År 1930 anslöt sig hemmansägaren Sigurd Siikavaara (1900–1965) från Aareavaara till Korpelarörelsen. Under drygt tre år var han en del av rörelsen utan att inneha någon framträdande position, men under 1933 började han hävda att rörelsens ledare inte förkunnade Guds ord på "rätt sätt". Han hävdade sig genom studier ha funnit att den nya finska bibelöversättningen inte stämde överens med den tidigare och därmed att nya predikningar var felaktiga. Han sade sig även ha haft en religiös upplevelse, en syn, som styrkte Siikavaaras uppfattning. 
I byn Lovikka bodde Arthur Niemi som vid samma tid sade sig ha haft en liknande andlig upplevelse. Korpela befann sig i Finland och Niemi och Siikavaara kontaktade varandra och beslöt att predika denna nya syn om "förödelsens styggelse". Man kallade byborna till väckelsemöten där man förkunnade att 666 rörelsemedlemmar från och med 1 januari 1934 och under 1335 dagar, till den 24 juli 1937, skulle genomgå samma prövningar som forna tiders kristna för att till slut uppnå frälsning. Gud skulle då föra dem till Palestina i en himmelsk silverark. Arken skulle landa bland annat på Luossajärvi i Kiruna och Ruokovaara vid Saittarova för att föra medlemmarna av rörelsen till Palestina. Då arken ankommit till Palestina skulle världen se stora väckelser som skulle övergå i blodiga krig och sluta i Domedagen, varvid större delen av jorden skulle bli ett himmelskt paradis och resten ett Gehenna. Tusentals människor strömmade till rörelsen och det var inte ovanligt att tre–fyra tusen människor kunde befinna sig utanför rörelsens kapell. Hösten 1934 återvände Korpela till Sverige och då han fick höra om Siikavaaras förkunnelse sökte han upp denne. Siikavaara verkar ha övertygat Korpela och man reste runt tillsammans med Niemi och predikade. I januari 1935 återvände Korpela till Finland och deltog sedan dess inte mer i någon predikoverksamhet, ej heller skulle han ha något att göra med rörelsen då den gradvis antog en helt annan karaktär.

## Rörelsen ändrar karaktär

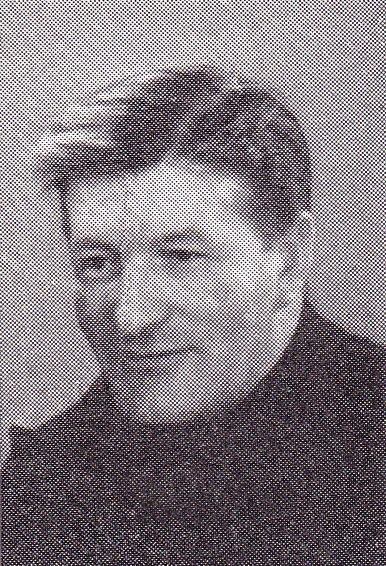
Arthur Niemi.

Niemi avled 1936 och Siikavaara blev då rörelsens ledare. Under Siikavaaras ledning övergick rörelsen efter hand till allt mer utsvävande karaktär. Till skillnad från Korpela hade Siikavaara vuxit upp under goda förhållanden och drev en framgångsrik handelsverksamhet i sitt hem, som kallades Blå gården. Huset kom att bli en av platserna för Korpelarörelsens sammankomster. Siikavaaras hustru Hulda var lärarinna och hade även hon en god inkomst. Efter sin påstådda religiösa upplevelse kom Sigurd Siikavaara att inom rörelsen kallas "förste profeten".
Rörelsens medlemmar blev under vintern 1935 allt mer övertygade om himmelsfärden, till stor del på grund av en av medlemmarna, Ebba Strålberg, som sade sig ha flera uppenbarelser om framtiden. Enligt Strålberg skulle himlafärden äga rum ett helt år tidigare än vad som tidigare sagts, i juli 1936. Efter att ha ändrat sig om datumet ett par gånger fastställdes det slutligen till 6 juni 1935.
Detta ledde till att mötesverksamheten intensifierades under mars–april 1935. Strålbergs syner angav att himmelsfärden skulle föregås av en "förbannelsevecka" och en "fröjdevecka". Förbannelsemötena bestod av ungefär samma procedur: sammankomsten startade vid middagstid och höll på till sen natt eller tidig morgon. Man inledde med psalmsång, därefter följde bibelläsning och sedan böner. Mötet antog gradvis all mer intensiv karaktär med mässande, dans och religiös extas, liikutuksia. Lokalbefolkningen i byarna där mötena ägde rum blev så småningom allt mer besvärad och man klagade hos myndigheterna. Man kunde dock inte förbjuda mötena eller hindra korpelanerna från att praktisera sin tro, men man vidtog flera åtgärder för att begränsa störningarna. Till exempel beslutade barnavårdsnämnder att omhänderta barn i korpelanhem. Polisen förbjöd bönemöten i vissa lokaler, läkare fanns tillhands för att snabbt kunna behandla mötesdeltagare och föra dem till sjukhus och polis posterades utanför bönelokalerna. Efter förbannelseveckan omhändertogs Siikavaara, Strålberg och ytterligare fem medlemmar och sattes på mentalsjukhus. Fröjdeveckan inställdes och mötesverksamheten upphörde. Någon ark kom inte och efter 67 dagars sjukhusvistelse skrevs Siikavaara ut.

## Rörelsen tar ny fart

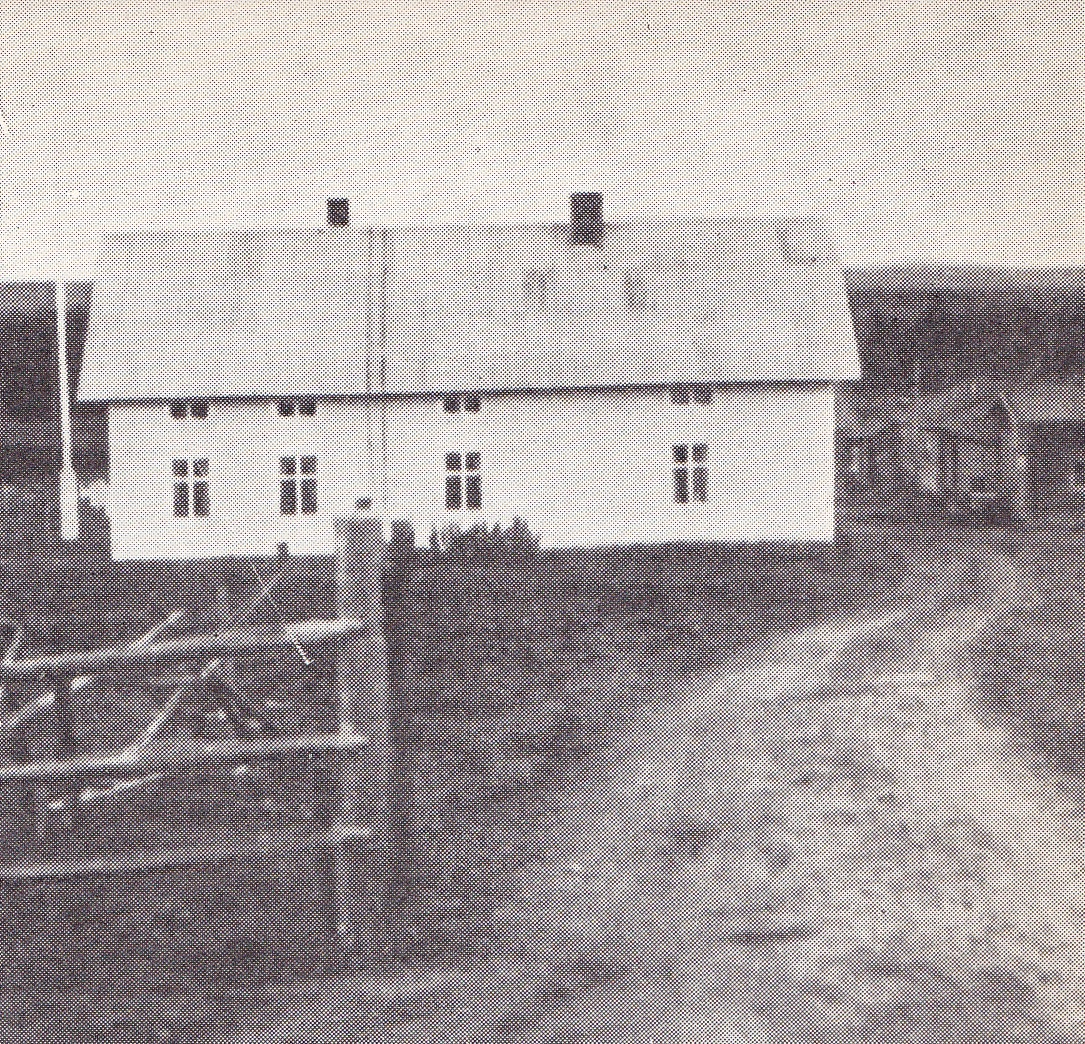
Blå gården, numera Aareavaara 42, var Siikavaaras bostad.

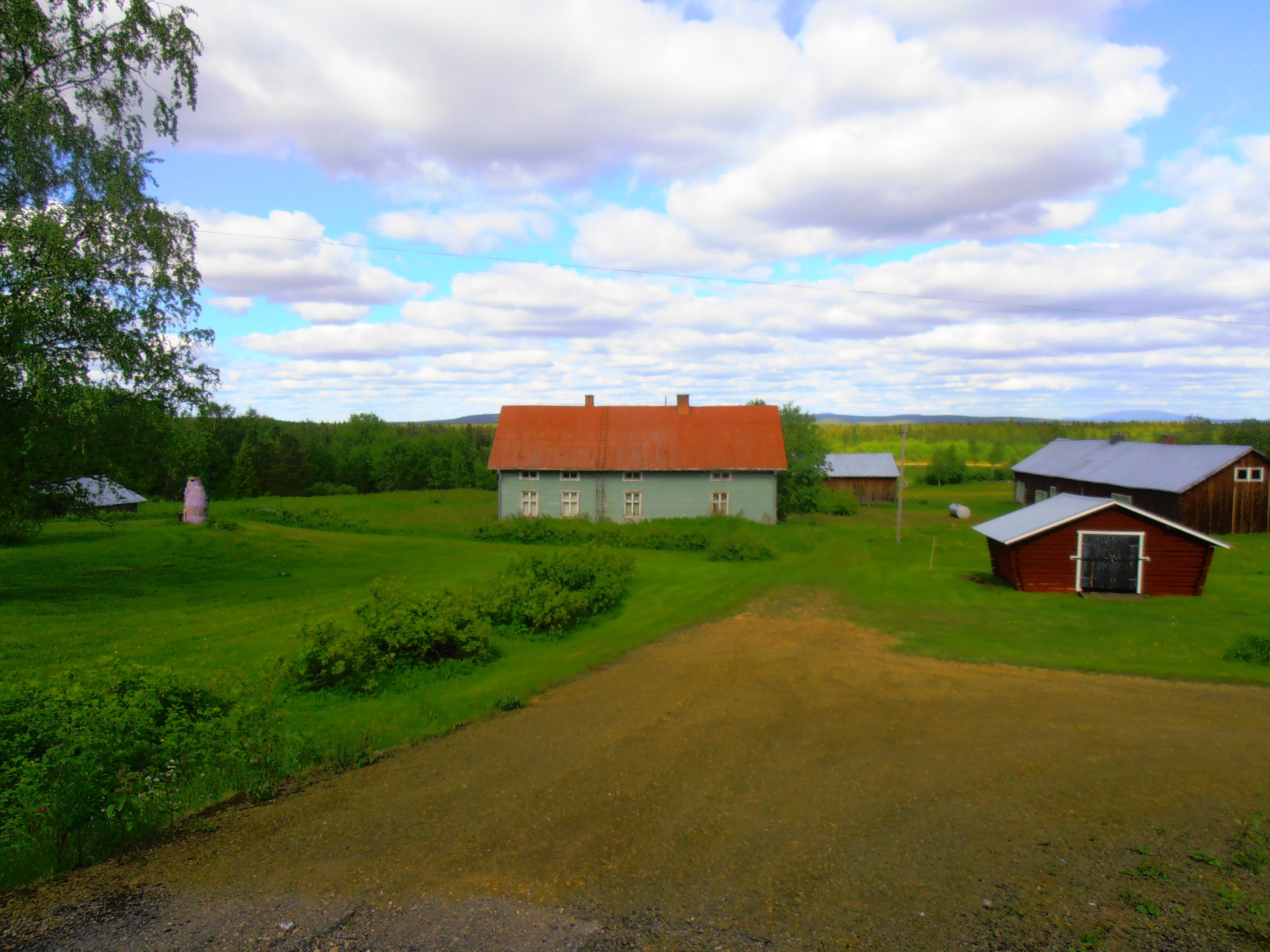
Blå gården (2016).

Intresset för rörelsen hade minskat märkbart efter den uteblivna himmelsfärden. Efter en tid kom emellertid nya livstecken från rörelsen: Siikavaara hade fått nya uppenbarelser vari han insett att himmelsfärden inte var konkret, utan en rent andlig upplevelse. 20 juli 1936 började Siikavaara på nytt att predika vid möten som numer oftast hölls i medlemmarnas hem eftersom man fortfarande hade mycket begränsad tillgång till offentliga lokaler och bönehus. Siikavaara sade sig nu vara delaktig av profetens och Kristi ande, det vill säga att han och Kristus var samma person. I och med att han nu upphöjt sig till gudom ansåg han att det var dags att utforma en ny teologi. Han förkunnade för sina anhängare att de nu kunde leva fritt tillsammans, ohotade av faran att synda. Detta innebar rent praktiskt att de var fria att spela kort, dansa, dricka alkohol och ha sex utan att behöva känna skuld. Exakt vad som tilldrog sig under mötena är okänt, även om vissa företeelser kan utläsas av de rättegångsprotokoll som 1939 skulle följa på rörelsens nya verksamhet. 
Rörelsen tog nu en allt mer sektpräglad karaktär. Vid mötena förekom, förutom bön, psalmsång och förkunnelse, bland annat så kallad kamning och pensling. Siikavaara förespråkade att alla mötesdeltagare skulle få sitt könshår kammat för att pröva om de var av den rätta tron. Pensling innebar att deltagarna blottade sina ryggslut och böjde sig framåt. Sedan penslade en medlem de bara könsdelarna med en brödpensel, varefter en annan medlem hällde lite ljumt vatten i fåran i ryggslutet, varefter en tredje medlem torkade av deltagarna med en handduk. Dessa ritualer pågick främst under 1938. Redan under 1937 blev riklig alkoholförtäring en del av mötesverksamheten och från sommaren samma år förekom även dans vid snart sagt alla möten. Dansen syftade till att "tacka Gud för den nyvunna friheten". Det förekom även öppet könsumgänge under mötena, där Siikavaara förklarade att man inte behövde ta hänsyn till om kvinnan var gift eller ogift, ung eller gammal, eller om hennes make eller fästman också var närvarande. Siikavaara blev under denna tid svårt beroende av alkohol och idkade även hembränning. År 1938 dömdes han till 40 dagsböter för "olaga mäskberedning". Vid den här tiden kände inte myndigheterna till vad som skedde under sammankomsterna. Under åren 1937–1939 beräknades ca 250 personer ha deltagit vid rörelsens sammankomster utan att den för den skull hade någon fast organisation. Deltagarna kom från byarna runt Aareavaara, Pajala, Tärendö, Karesuando och även från Kiruna.

## Rättsligt efterspel
Till slut läckte information om rörelsens verksamhet ut och myndigheterna ingrep. Från 22 maj 1939 till januari 1940 pågick rättsförhandlingar bakom lyckta dörrar. Domarna blev förhållandevis milda. Med undantag för rörelsens huvudmän dömdes de inblandade till dagsböter. Tre av ledarna skickades på sinnesundersökning och Siikavaara var då den ende som förklarades sinnessjuk. Den 5 oktober 1939 överflyttades han till ett mentalsjukhus. De två övriga ledarna dömdes till sex månaders respektive 1,5 års fängelse. Den sistnämnda domen överklagades och hovrätten sänkte straffet till åtta månader, ett straff som ansågs avtjänat då han suttit häktad sedan maj 1939. Siikavaara vårdades på mentalsjukhus i tre år. Rörelsen dog ut i och med myndigheternas ingripande. År 1953 fick polisen en anmälan om att rörelsen skulle ha återupptagit sin verksamhet, men då man undersökte det hela fann man inget som tydde på detta.